# Lijst van kardinalen gecreëerd door paus Franciscus
Hieronder volgt een lijst van kardinalen gecreëerd door paus Franciscus.

## Consistoriesonder Franciscus
| Dit consistorie was het eerste in de geschiedenis waarop twee pausen aanwezig waren. Naast paus Franciscus was ook emeritus-paus Benedictus XVI aanwezig. |                               | |                     |                                                                   |
| Naam | Land                          | Ambt ten tijde van creatie | Rang                | Titeldiakonie/kerk                                                |
| Pietro Parolin | Italië                        | staatssecretaris titulair aartsbisschop van Aquipendium                                                                           | Kardinaal-priester  | Santi Simone e Giuda Taddeo a Torre Angela                        |
| Lorenzo Baldisseri | Italië                        | secretaris-generaal van de Synode van Bisschoppen titulair aartsbisschop van Diocletiana                                          | Kardinaal-diaken    | Sant'Anselmo all'Aventino                                         |
| Gerhard Ludwig Müller | Duitsland                     | pro-prefect van de Congregatie voor de Geloofsleer emeritus bisschop van Regensburg, aartsbisschop ad personam                    | Kardinaal-diaken    | Sant'Agnese in Agone                                              |
| Beniamino Stella | Italië                        | prefect van de Congregatie voor de Clerus titulair aartsbisschop van Midila                                                       | Kardinaal-diaken    | Santi Cosma e Damiano                                             |
| Vincent Nichols | Verenigd Koninkrijk           | aartsbisschop van Westminster | Kardinaal-priester  | Santissimo Redentore e Sant'Alfonso in Via Merulana               |
| Leopoldo José Brenes Solórzano | Nicaragua                     | aartsbisschop van Managua | Kardinaal-priester  | San Gioacchino ai Prati di Castello                               |
| Gérald Cyprien Lacroix | Canada                        | aartsbisschop van Quebec | Kardinaal-priester  | San Giuseppe all’Aurelio                                          |
| Jean-Pierre Kutwa | Ivoorkust                     | aartsbisschop van Abidjan | Kardinaal-priester  | Sant'Emerenziana a Tor Fiorenza                                   |
| Orani João Tempesta O. Cist. | Brazilië                      | aartsbisschop van Rio de Janeiro                                                                                                  | Kardinaal-priester  | Santa Maria Madre della Providenza a Monte Verde                  |
| Gualtiero Bassetti | Italië                        | aartsbisschop van Perugia-Città della Pieve                                                                                       | Kardinaal-priester  | Basiliek van Santa Cecilia in Trastevere                          |
| Mario Aurelio Poli | Argentinië                    | aartsbisschop van Buenos Aires | Kardinaal-priester  | San Roberto Bellarmino                                            |
| Andrew Yeom Soo-jung | Zuid-Korea                    | aartsbisschop van Seoel | Kardinaal-priester  | Basiliek van San Crisogono in Trastevere                          |
| Ricardo Ezzati Andrello SDB | Chili                         | aartsbisschop van Santiago de Chile                                                                                               | Kardinaal-priester  | Santissimo Redentore a Val Melaina                                |
| Philippe Nakellentuba Ouédraogo | Burkina Faso                  | aartsbisschop van Ouagadougou | Kardinaal-priester  | Santa Maria Consolatrice al Tiburtino                             |
| Orlando Quevedo OMI | Filipijnen                    | aartsbisschop van Cotabato | Kardinaal-priester  | Santa Maria Regina Mundi a Torre Spaccata                         |
| Chibly Langlois | Haïti                         | bisschop van Les Cayes | Kardinaal-priester  | San Giacomo in Augusta                                            |
| |                               | |                     |                                                                   |
| Loris Francesco Capovilla | Italië                        | prelaat-emeritus van Loreto titulair aartsbisschop van Mesembria                                                                  | Kardinaal-priester  | Basiliek van Santa Maria in Trastevere                            |
| Fernando Sebastián Aguilar C.M.F. | Spanje                        | aartsbisschop-emeritus van Pamplona                                                                                               | Kardinaal-priester  | Sant'Angela Merici                                                |
| Kelvin Edward Felix | Dominica                      | aartsbisschop-emeritus van Castries                                                                                               | Kardinaal-priester  | Santa Maria della Salute a Primavalle                             |
| Consistorie van 14 februari 2015 |                               | |                     |                                                                   |
| Naam | Land                          | Ambt ten tijde van creatie | Rang                | Titeldiakonie/kerk                                                |
| Dominique Mamberti | Frankrijk                     | prefect van de Apostolische Signatuur                                                                                             | Kardinaal‑diaken    | Santo Spirito in Sassia                                           |
| Manuel Macário do Nascimento Clemente | Portugal                      | patriarch van Lissabon | Kardinaal‑priester  | Sant'Antonio in Campo Marzio                                      |
| Berhaneyesus Souraphiel C.M. | Ethiopië                      | aartsbisschop van Addis Abeba (Ethiopisch-Katholieke Kerk)                                                                        | Kardinaal-priester  | San Romano Martire                                                |
| John Dew | Nieuw-Zeeland                 | aartsbisschop van Wellington | Kardinaal-priester  | Sant' Ippolito                                                    |
| Edoardo Menichelli | Italië                        | aartsbisschop van Ancona-Osimo | Kardinaal-priester  | Santi Cuori di Gesù e Maria a Tor Fiorenza                        |
| Pierre Nguyên Văn Nhon | Vietnam                       | aartsbisschop van Hanoi | Kardinaal-priester  | San Tommaso Apostolo                                              |
| Alberto Suárez Inda | Mexico                        | aartsbisschop van Morelia | Kardinaal-priester  | San Policarpo                                                     |
| Charles Maung Bo S.D.B. | Myanmar                       | aartsbisschop van Yangon | Kardinaal-priester  | San Ireneo a Centocelle                                           |
| Kriengsak Kovithavanij | Thailand                      | aartsbisschop van Bangkok | Kardinaal-priester  | Santa Maria Addolorata                                            |
| Francesco Montenegro | Italië                        | aartsbisschop van Agrigento | Kardinaal-priester  | Santi Andrea e Gregorio al Monte Celio                            |
| Daniel Sturla Berhouet S.D.B. | Uruguay                       | aartsbisschop van Montevideo | Kardinaal-priester  | Santa Galla                                                       |
| Ricardo Blázquez Pérez | Spanje                        | aartsbisschop van Valladolid | Kardinaal-priester  | Santa Maria in Vallicella                                         |
| José Luis Lacunza Maestrojuán O.A.R. | Panama                        | bisschop van David | Kardinaal-priester  | San Giuseppe da Copertino                                         |
| Arlindo Gomes Furtado | Kaapverdië                    | bisschop van Santiago de Cabo Verde                                                                                               | Kardinaal-priester  | San Timoteo                                                       |
| Soane Patita Paini Mafi | Tonga                         | bisschop van Tonga | Kardinaal-priester  | Santa Paola Romana                                                |
| |                               | |                     |                                                                   |
| José de Jesús Pimiento Rodríguez | Colombia                      | aartsbisschop-emeritus van Manizales                                                                                              | Kardinaal-priester  | San Giovanni Crisostomo a Monte Sacro Alto                        |
| Luigi De Magistris | Italië                        | grootpenitentiarius-emeritus | Kardinaal-diaken    | Santissimi Nomi di Gesù e Maria in via Lata                       |
| Karl-Josef Rauber | Duitsland                     | apostolisch nuntius | Kardinaal-diaken    | Sant’Antonio di Padova a Circonvallazione Appia                   |
| Luis Héctor Villalba | Argentinië                    | aartsbisschop-emeritus van Tucumán                                                                                                | Kardinaal-priester  | San Girolamo a Corviale                                           |
| Júlio Duarte Langa | Mozambique                    | bisschop-emeritus van Xai-Xai | Kardinaal-priester  | San Gabriele dell’Addolorata                                      |
| Consistorie van 19 november 2016 |                               | |                     |                                                                   |
| Naam | Land                          | Ambt ten tijde van creatie | Rang                | Titeldiakonie/-kerk                                               |
| Mario Zenari | Italië                        | titulair aartsbisschop, apostolisch nuntius voor Syrië                                                                            | Kardinaal-diaken    | Santa Maria delle Grazie alle Fornaci fuori Porta Cavalleggeri    |
| Dieudonné Nzapalainga CSSp | Centraal-Afrikaanse Republiek | aartsbisschop van Bangui | Kardinaal-priester  | Sant'Andrea della Valle                                           |
| Carlos Osoro Sierra | Spanje                        | aartsbisschop van Madrid | Kardinaal-priester  | Santa Maria in Trastevere                                         |
| Sérgio da Rocha | Brazilië                      | aartsbisschop van Brasilia | Kardinaal-priester  | Santa Croce in Via Flaminia                                       |
| Blase Joseph Cupich | Verenigde Staten              | aartsbisschop van Chicago | Kardinaal-priester  | San Bartolomeo all'Isola                                          |
| Patrick D’Rozario CSC | Bangladesh                    | aartsbisschop van Dhaka | Kardinaal-priester  | Nostra Signora del Santissimo Sacramento e Santi Martiri Canadesi |
| Baltazar Porras Cardozo | Venezuela                     | aartsbisschop van Mérida | Kardinaal-priester  | Santi Giovanni Evangelista e Petronio                             |
| Jozef De Kesel | België                        | aartsbisschop van Mechelen-Brussel                                                                                                | Kardinaal-priester  | Santi Giovanni e Paolo                                            |
| Maurice Piat CSSp | Mauritius                     | bisschop van Port-Louis | Kardinaal-priester  | Santa Teresa al Corso d’Italia                                    |
| Kevin Farrell | Ierland Verenigde Staten      | prefect Dicasterie voor Leken, Gezin en Leven                                                                                     | Kardinaal-diaken    | San Giuliano Martire                                              |
| Carlos Aguiar Retes | Mexico                        | aartsbisschop van Tlalnepantla | Kardinaal-priester  | Santi Fabiano e Venanzio a Villa Fiorelli                         |
| John Ribat MSC | Papoea-Nieuw-Guinea           | aartsbisschop van Port Moresby | Kardinaal-priester  | San Giovanni Battista de Rossi                                    |
| Joseph William Tobin C.Ss.R | Verenigde Staten              | aartsbisschop van Newark | Kardinaal-priester  | Santa Maria delle Grazie a Via Trionfale                          |
| |                               | |                     |                                                                   |
| Anthony Soter Fernandez | Maleisië                      | aartsbisschop-emeritus van Kuala Lumpur                                                                                           | Kardinaal-priester  | Sant'Alberto Magno                                                |
| Renato Corti | Italië                        | aartsbisschop-emeritus van Novara                                                                                                 | Kardinaal-priester  | San Giovanni a Porta Latina                                       |
| Sebastian Koto Khoarai OMI | Lesotho                       | bisschop-emeritus van Mohale's Hoek                                                                                               | Kardinaal-priester  | San Leonardo da Porto Maurizio ad Acilia                          |
| Ernest Simoni | Albanië                       | priester-emeritus in het aartsbisdom Shkodër-Pult                                                                                 | Kardinaal-diaken    | Santa Maria della Scala                                           |
| Consistorie van 28 juni 2017 |                               | |                     |                                                                   |
| Naam | Land                          | Ambt ten tijde van creatie | Rang                | Titeldiakonie/kerk                                                |
| Jean Zerbo | Mali                          | aartsbisschop van Bamako | Kardinaal-priester  | Sant'Antonio da Padova in Via Tuscolana                           |
| Juan José Omella Omella | Spanje                        | aartsbisschop van Barcelona | Kardinaal-priester  | Santa Croce in Gerusalemme                                        |
| Anders Arborelius OCD | Zweden                        | bisschop van Stockholm | Kardinaal-priester  | Santa Maria degli Angeli e dei Martiri                            |
| Louis-Marie Ling Mangkhanekhoun IVD | Laos                          | apostolisch vicaris van Pakse | Kardinaal-priester  | San Silvestro in Capite                                           |
| Gregorio Rosa Chávez | El Salvador                   | hulpbisschop van San Salvador | Kardinaal-priester  | Santissimo Sacramento a Tor de’ Schiavi                           |
| Consistorie van 28 juni 2018 |                               | |                     |                                                                   |
| Naam | Land                          | Ambt ten tijde van creatie | Rang                | Titeldiakonie/kerk                                                |
| Louis Raphaël I Sako | Irak                          | Patriarch van Babylon van de Chaldeeërs                                                                                           | Kardinaal-patriarch | -                                                                 |
| Luis Francisco Ladaria Ferrer S.J. | Spanje                        | Prefect van de Congregatie voor de Geloofsleer                                                                                    | Kardinaal-diaken    | Sant'Ignazio di Loyola a Campo Marzio                             |
| Angelo De Donatis | Italië                        | Vicaris van het bisdom Rome | Kardinaal-priester  | San Marco                                                         |
| Giovanni Angelo Becciu | Italië                        | Substituut op het staatssecretariaat                                                                                              | Kardinaal-diaken    | San Lino                                                          |
| Konrad Krajewski | Polen                         | Apostolisch aalmoezenier van het Bureau voor Pauselijke Liefdadigheid                                                             | Kardinaal-diaken    | Santa Maria Immacolata all’Esquilino                              |
| Joseph Coutts | Pakistan                      | Aartsbisschop van Karachi | Kardinaal-priester  | San Bonaventura da Bagnoregio                                     |
| António Augusto dos Santos Marto | Portugal                      | Bisschop van Leiria-Fátima | Kardinaal-priester  | Santa Maria sopra Minerva                                         |
| Pedro Ricardo Barreto Jimeno S.J. | Peru                          | Aartsbisschop van Huancayo | Kardinaal-priester  | Santi Pietro e Paolo a Via Ostiense                               |
| Désiré Tsarahazana | Madagaskar                    | Aartsbisschop van Toamasina | Kardinaal-priester  | San Gregorio Barbarigo alle Tre Fontane                           |
| Giuseppe Petrocchi | Italië                        | Aartsbisschop van L'Aquila | Kardinaal-priester  | San Giovanni Battista dei Fiorentini                              |
| Thomas Aquino Manyo Maeda | Japan                         | Aartsbisschop van Osaka | Kardinaal-priester  | Santa Pudenziana                                                  |
| |                               | |                     |                                                                   |
| Sergio Obeso Rivera | Mexico                        | Aartsbisschop-emeritus van Xalapa                                                                                                 | Kardinaal-priester  | San Leone I                                                       |
| Toribio Ticona Porco | Bolivia                       | Prelaat-emeritus van Corocoro | Kardinaal-priester  | Santi Gioacchino e Anna al Tuscolano                              |
| Aquilino Bocos Merino C.M.F. | Spanje                        | Generaal-overste-emeritus van de orde der Claretijnen; Titulair aartsbisschop van Urusi                                           | Kardinaal-diaken    | Santa Lucia del Gonfalone                                         |
| Consistorie van 5 oktober 2019 |                               | |                     |                                                                   |
| Naam | Land                          | Ambt ten tijde van creatie | Rang                | Titeldiakonie/kerk                                                |
| Miguel Ángel Ayuso Guixot M.C.C.I. | Spanje                        | voorzitter van de Pauselijke Raad voor de Interreligieuze Dialoog                                                                 | kardinaal-diaken    | San Girolamo della Carità                                         |
| José Tolentino Mendonça | Portugal                      | archivaris van het Vaticaans Geheim Archief en bibliothecarius van de Vaticaanse Bibliotheek                                      | kardinaal-diaken    | Santi Domenico e Sisto                                            |
| Ignatius Suharyo Hardjoatmodjo | Indonesië                     | aartsbisschop van Jakarta | kardinaal-priester  | Spirito Santo alla Ferratella                                     |
| Juan García Rodríguez | Cuba                          | aartsbisschop van Havana | kardinaal-priester  | Santi Aquila e Priscilla                                          |
| Fridolin Ambongo Besungu O.F.M. Cap. | Congo-Kinshasa                | aartsbisschop van Kinshasa | kardinaal-priester  | San Gabriele Arcangelo all'Acqua Traversa                         |
| Jean-Claude Hollerich S.J. | Luxemburg                     | aartsbisschop van Luxemburg | kardinaal-priester  | San Giovanni Crisostomo a Monte Sacro Alto                        |
| Álvaro Leonel Ramazzini Imeri | Guatemala                     | bisschop van Huehuetenango | kardinaal-priester  | San Giovanni Evangelista a Spinaceto                              |
| Matteo Maria Zuppi | Italië                        | aartsbisschop van Bologna | kardinaal-priester  | Sant'Egidio                                                       |
| Cristóbal López Romero S.D.B. | Paraguay Marokko              | aartsbisschop van Rabat | kardinaal-priester  | San Leone I                                                       |
| Michael Czerny S.J. | Canada                        | ondersecretaris van de Dicasterie voor de Bevordering van de Gehele Menselijke Ontwikkeling                                       | kardinaal-diaken    | San Michele Arcangelo                                             |
| |                               | |                     |                                                                   |
| Michael Louis Fitzgerald P.A. | Verenigd Koninkrijk           | prefect-emeritus van de Pauselijke Raad voor de Interreligieuze Dialoog                                                           | kardinaal-diaken    | Santa Maria in Portico                                            |
| Sigitas Tamkevičius S.J. | Litouwen                      | aartsbisschop-emeritus van Kaunas                                                                                                 | kardinaal-priester  | Sant'Angela Merici                                                |
| Eugenio Dal Corso P.S.D.P. | Italië Angola                 | bisschop-emeritus van Benguela | kardinaal-priester  | Sant'Anastasia                                                    |
| Consistorie van 28 november 2020 |                               | |                     |                                                                   |
| Naam | Land                          | Ambt ten tijde van creatie | Rang                | Titeldiakonie/kerk                                                |
| Mario Grech | Malta                         | Secretaris-generaal van de Synode van Bisschoppen                                                                                 | kardinaal-diaken    | Santi Cosma e Damiano                                             |
| Marcello Semeraro | Italië                        | Prefect van de Congregatie voor de Heilig- en Zaligsprekingsprocessen                                                             | kardinaal-diaken    | Santa Maria in Domnica                                            |
| Antoine Kambanda | Rwanda                        | Aartsbisschop van Kigali | kardinaal-priester  | San Sisto                                                         |
| Wilton Daniel Gregory | Verenigde Staten              | Aartsbisschop van Washington | kardinaal-priester  | Santa Maria Immacolata a Grottarossa                              |
| Jose Fuerte Advincula | Filipijnen                    | Aartsbisschop van Capiz | kardinaal-priester  | San Vigilio                                                       |
| Celestino Aós Braco, O.F.M. Cap. | Spanje Chili                  | Aartsbisschop van Santiago | kardinaal-priester  | Santi Nereo e Achilleo                                            |
| Cornelius Sim | Brunei                        | Apostolisch vicaris van Brunei | kardinaal-priester  | San Giuda Taddeo Apostolo                                         |
| Augusto Paolo Lojudice | Italië                        | Aartsbisschop van Siena-Colle di Val d’Elsa-Montalcino                                                                            | kardinaal-priester  | Santa Maria del Buon Consiglio                                    |
| Mauro Gambetti, O.F.M. Conv. | Italië                        | Titulair aartsbisschop | kardinaal-diaken    | Santissimo Nome di Maria al Foro Traiano                          |
| |                               | |                     |                                                                   |
| Felipe Arizmendi Esquivel | Mexico                        | Bisschop-emeritus van San Cristóbal de Las Casas                                                                                  | kardinaal-priester  | San Luigi Maria Grignion de Montfort                              |
| Silvano Maria Tomasi, CS | Italië                        | Diplomaat-emeritus van de Romeinse Curie                                                                                          | kardinaal-diaken    | San Nicola in Carcere                                             |
| Raniero Cantalamessa, O.F.M. Cap. | Italië                        | Priester | kardinaal-diaken    | Sant'Apollinare alle Terme Neroniane-Alessandrine                 |
| Enrico Feroci | Italië                        | Titulair aartsbisschop | kardinaal-diaken    | Santa Maria del Divino Amore a Castel di Leva                     |
| Consistorie van 27 augustus 2022 |                               | |                     |                                                                   |
| Naam | Land                          | Ambt ten tijde van creatie | Rang                | Titeldiakonie/kerk                                                |
| Arthur Roche | Verenigd Koninkrijk           | Prefect van de Dicasterie voor de Goddelijke Eredienst en de Regeling van de Sacramenten                                          | kardinaal-diaken    | San Saba                                                          |
| Lazarus You Heung-sik | Zuid-Korea                    | Prefect van de Dicasterie voor de Clerus                                                                                          | kardinaal-diaken    | Gesù Buon Pastore alla Montagnola                                 |
| Fernando Vérgez Alzaga L.C. | Spanje                        | Voorzitter van de Pauselijke Commissie voor de Staat Vaticaanstad                                                                 | kardinaal-diaken    | Santa Maria della Mercede e Sant'Adriano a Villa Albani           |
| Jean-Marc Noël Aveline | Frankrijk                     | Aartsbisschop van Marseille | kardinaal-priester  | Santa Maria ai Monti                                              |
| Peter Ebere Okpaleke | Nigeria                       | Bisschop van Ekwulobia | kardinaal-priester  | Santi Martiri dell’Uganda a Poggio Ameno                          |
| Leonardo Ulrich Steiner O.F.M. | Brazilië                      | Aartsbisschop van Manaus | kardinaal-priester  | San Leonardo da Porto Maurizio                                    |
| Filipe Neri António Sebastião do Rosário Ferrão | India                         | Aartsbisschop van Goa en Daman | kardinaal-priester  | Santa Maria in Via                                                |
| Robert W. McElroy | Verenigde Staten              | Bisschop van San Diego | kardinaal-priester  | San Frumenzio ai Prati Fiscali                                    |
| Virgílio do Carmo da Silva SDB | Oost-Timor                    | Aartsbisschop van Dili | kardinaal-priester  | Sant'Alberto Magno                                                |
| Oscar Cantoni | Italië                        | Bisschop van Como | kardinaal-priester  | Santa Maria Regina Pacis a Monte Verde                            |
| Anthony Poola | India                         | Aartsbisschop van Hyderabad | kardinaal-priester  | Santi Protomartiri a Via Aurelia Antica                           |
| Paulo Cezar Costa | Brazilië                      | Aartsbisschop van Brasilia | kardinaal-priester  | Santi Bonifacio e Alessio                                         |
| Richard Baawobr M.Afr. | Ghana                         | Bisschop van Wa | kardinaal-priester  | Santa Maria Immacolata di Lourdes a Boccea                        |
| William Goh | Singapore                     | Aartsbisschop van Singapore | kardinaal-priester  | Santa Maria Regina Pacis in Ostia mare                            |
| Adalberto Martínez Flores | Paraguay                      | Aartsbisschop van Asunción | kardinaal-priester  | San Giovanni a Porta Latina                                       |
| Giorgio Marengo I.M.C. | Italië Mongolië               | Apostolische prefect van Ulaanbaatar                                                                                              | kardinaal-priester  | San Giuda Taddeo Apostolo                                         |
| |                               | |                     |                                                                   |
| Jorge Enrique Jiménez Carvajal | Colombia                      | Emeritus aartsbisschop van Cartagena                                                                                              | kardinaal-priester  | Santa Dorotea                                                     |
| Luc Van Looy SDB | België                        | Emeritus bisschop van Gent | -                   | -                                                                 |
| Arrigo Miglio | Italië                        | Emeritus aartsbisschop van Cagliari                                                                                               | kardinaal-priester  | San Clemente                                                      |
| Gianfranco Ghirlanda S.J. | Italië                        | Emeritus rector van de Pauselijke Universiteit Gregoriana                                                                         | kardinaal-diaken    | Santissimo Nome di Gesù                                           |
| Fortunato Frezza | Italië                        | Titulair aartsbisschop | kardinaal-diaken    | Santa Maria in Via Lata                                           |
| Het consistorie is aangekondigd op 9 juli 2023. |                               | |                     |                                                                   |
| Naam | Land                          | Ambt ten tijde van creatie | Rang                | Titeldiakonie/kerk                                                |
| Robert Prevost OSA | Verenigde Staten Peru         | Prefect van de dicasterie voor de Bisschoppen                                                                                     | kardinaal-diaken    | Santa Monica                                                      |
| Claudio Gugerotti | Italië                        | Prefect van de dicasterie voor de Oosterse Kerken                                                                                 | kardinaal-diaken    | San Ambrogio della Massima                                        |
| Víctor Manuel Fernández | Argentinië                    | Prefect van de dicasterie voor de Geloofsleer                                                                                     | kardinaal-diaken    | Santi Urbano e Lorenzo a Prima Porta                              |
| Emil Tscherrig | Zwitserland                   | Apostolisch nuntius | kardinaal-diaken    | San Giuseppe in via Trionfale                                     |
| Christophe Pierre | Frankrijk                     | Apostolisch nuntius | kardinaal-diaken    | San Benedetto fuori Porta San Paolo                               |
| Pierbattista Pizzaballa | Italië Palestina              | Patriarch van het Latijns patriarchaat van Jeruzalem                                                                              | kardinaal-priester  | Sant'Onofrio                                                      |
| Stephen Brislin | Zuid-Afrika                   | Aartsbisschop van Kaapstad | kardinaal-priester  | Santa Maria Domenica Mazzarello                                   |
| Ángel Rossi SJ | Argentinië                    | Aartsbisschop van Córdoba | kardinaal-priester  | Santa Bernadette Soubirous                                        |
| Luis Rueda Aparicio | Colombia                      | Aartsbisschop van Bogotá | kardinaal-priester  | San Luca a Via Prenestina                                         |
| Grzegorz Ryś | Polen                         | Aartsbisschop van Łódź | kardinaal-priester  | Santi Cirillo e Metodio                                           |
| Stephen Mulla | Zuid-Soedan                   | Aartsbisschop van Juba | kardinaal-priester  | Santa Gemma Galgani                                               |
| José Cobo Cano | Spanje                        | Aartsbisschop van Madrid | kardinaal-priester  | Santa Maria di Monserrato                                         |
| Protase Rugambwa | Tanzania                      | Aartsbisschop-coadjutor van Tabora                                                                                                | kardinaal-priester  | Santa Maria in Montesanto                                         |
| Sebastian Francis | Maleisië                      | Bisschop van Penang | kardinaal-priester  | Santa Maria Causa Nostrae Laetitiae                               |
| Stephen Chow Sau-Yan SJ | Hongkong                      | Bisschop van Hongkong | kardinaal-priester  | San Giovanni Battista de La Salle                                 |
| François-Xavier Bustillo OFM Conv. | Frankrijk                     | Bisschop van Ajaccio | kardinaal-priester  | Santa Maria Immacolata di Lourdes a Boccea                        |
| Américo Alves Aguiar | Portugal                      | Hulpbisschop van Lissabon | kardinaal-priester  | Sant'Antonio da Padova in Via Merulana                            |
| Ángel Fernández Artime SDB | Spanje                        | Rector-generaal van de Salesianen van Don Bosco                                                                                   | kardinaal-diaken    | Santa Maria Ausiliatrice in Via Tuscolana                         |
| |                               | |                     |                                                                   |
| Agostino Marchetto | Italië                        | Apostolisch nuntius | kardinaal-diaken    | Santa Maria Goretti                                               |
| Diego Padrón Sánchez | Venezuela                     | Emeritus aartsbisschop van Cumaná                                                                                                 | kardinaal-priester  | San Gaetano                                                       |
| Luis Dri OFM Cap. | Argentinië                    | Priester | kardinaal-diaken    | Sant'Angelo in Pescheria                                          |
| Het consistorie is aangekondigd op 6 oktober 2024. |                               | |                     |                                                                   |
| Naam | Land                          | Ambt ten tijde van creatie | Rang                | Titeldiakonie/kerk                                                |
| Carlos Castillo Mattasoglio | Peru                          | Aartsbisschop van Lima | kardinaal-priester  |                                                                   |
| Vicente Bokalic Iglic CM | Argentinië                    | Aartsbisschop van Santiago del Estero                                                                                             |                     |                                                                   |
| Luis Cabrera Herrera OFM | Ecuador                       | Aartsbisschop van Guayaquil |                     |                                                                   |
| Fernando Natalio Chomalí Garib | Chili                         | Aartsbisschop van Santiago de Chile                                                                                               |                     |                                                                   |
| Tarcisio Isao Kikuchi SVD | Japan                         | Aartsbisschop van Tokio |                     |                                                                   |
| Pablo Virgilio Siongco David | Filipijnen                    | Bisschop van Kalookan |                     |                                                                   |
| Sladislav Nemet SVD | Servië                        | Aartsbisschop van Belgrado |                     |                                                                   |
| Jaime Spengler OFM | Brazilië                      | Aartsbisschop van Porto Alegre |                     |                                                                   |
| Ignace Bessi Dogbo | Ivoorkust                     | Aartsbisschop van Abidjan |                     |                                                                   |
| Jean-Paul Vesco OP | Algerije                      | Aartsbisschop van Algiers |                     |                                                                   |
| Paskalis Bruno Syukur OFM | Indonesië                     | Bisschop van Bogor |                     |                                                                   |
| Dominique Mathieu OFM Conv. | Iran België                   | Aartsbisschop van Teheran-Isfahan                                                                                                 |                     |                                                                   |
| Roberto Repole | Italië                        | Aartsbisschop van Turijn |                     |                                                                   |
| Baldassare Reina | Italië                        | Vicaris-generaal van Rome Aartspriester van Sint-Jan van Lateranen                                                                |                     |                                                                   |
| Francis Leo | Canada                        | Aartsbisschop van Toronto |                     |                                                                   |
| Rolandas Makrickas | Litouwen                      | Aartspriester-coadjutor van Basiliek van Santa Maria Maggiore (Rome)                                                              |                     |                                                                   |
| Mykola Bytsjok CSsR | Australië                     | bisschop van de Oekraïense Grieks-Katholieke Eparchie van HH Petrus en Paulus van Melbourne                                       |                     |                                                                   |
| Timothy Radcliffe OP | Engeland                      | Emeritus magister-generaal van de Dominicanen                                                                                     |                     |                                                                   |
| Fabio Baggio CS | Italië                        | Ondersecretaris van de Migranten en Vluchtelingen van het Dicasterie voor de Bevordering van de Integrale Menselijke Ontwikkeling |                     |                                                                   |
| George Koovakad | India                         | beambte op het Staatssecretariaat van de Heilige Stoel, afdeling Reizen                                                           |                     |                                                                   |
| Domenico Battaglia | Italië                        | Aartsbisschop van Napels |                     |                                                                   |
| |                               | |                     |                                                                   |
| Angelo Acerbi | Italië                        | Emeritus apostolisch nuntius |                     |                                                                   |